# Lomographa nivea
Lomographa nivea là một loài bướm đêm trong họ Geometridae.